# Megaron Txukarramae
 (juin 2014).
Si vous disposez d'ouvrages ou d'articles de référence ou si vous connaissez des sites web de qualité traitant du thème abordé ici, merci de compléter l'article en donnant les références utiles à sa vérifiabilité et en les liant à la section « Notes et références ».
Megaron Txucarramãe (né en 1951) est un leader Kayapo du Brésil, une ethnie vivant dans la vallée de la rivière Xingu dans le centre-ouest du Brésil. Il est considéré comme le successeur de Raoni Metuktire, son oncle.

## Biographie
Accompagné du chanteur Sting, le cacique Raoni et son neveu Megaron Txukarramae avaient parcouru le monde en 1989 afin de faire campagne pour la préservation des terres des Indiens du Brésil. Grâce à ce voyage, douze fondations réussirent à récolter des fonds pour créer le parc national du Xingu, devenu aujourd'hui avec ses 8,5 millions d'hectares (l'équivalent de trois fois la Belgique), l'une des grandes réserves Indiennes du Brésil. Megaron Txucarramãe en fut d'ailleurs le premier administrateur.
Connu pour son sens aigu de la diplomatie et de la négociation, Megaron Txucarramãe est souvent cité parmi les cent personnalités les plus importantes du Brésil.
Fier d'être « 100 % Indien », comme le rapporte le quotidien Istoé, bien qu'il vive de manière traditionnelle dans son village, il n'hésite pas à utiliser la technologie de pointe lorsqu'il bataille contre le gouvernement ou la justice fédérale.
Les Kayapos sont particulièrement mobilisés contre les projets gouvernementaux de barrages et de construction d'une usine hydro-électrique, le barrage de Belo Monte, sur la rivière Xingu, dont les conséquences seraient dramatiques pour tous les peuples de la région.
En octobre 2006, il participe à une expédition destinée à récupérer les corps des victimes du crash du vol 1907 de la compagnie Gol en pleine forêt amazonienne, sur la terre de son peuple.
En octobre 2011, Megaron Txucarramãe est destitué de son statut de coordinateur régional de Colider de la FUNAI en raison de son opposition au barrage de Belo Monte.
En juin 2012, il accompagne son oncle, le cacique Raoni, lors de la Conférence des Nations unies sur le développement durable 2012, dite RIO+20,. Quelques mois plus tard, dans le cadre de leur tournée européenne, en décembre 2012, ce dernier le présente aux médias comme son successeur. Megaron Txucarramãe rencontre notamment à cette occasion le président François Hollande au palais de l'Élysée.